# Старый город (Момбаса)
Старый город — район города Момбасы, Кения. Расположен на юго-восточной стороне острова Момбаса, занимает площадь в 72 гектара (180 акров) и населен суахили, арабами, азиатами и другими.

## География
Район расположен к востоку от острова Момбаса, рядом с Тюдор-Крик.

## Архитектура
Здания в Старом городе в основном построены в стиле суахили, однако на многие другие повлияла торговая культура Момбасы и иностранная оккупация, с множеством примеров колониального португальского стиля 16 века и современной исламской архитектуры .

## Достопримечательности

### Форт Иисус
Португальский Форт Иисус — крепость, основанная португальцами в 1590-х гг., где с 1962 года находится музей. Расположен в Старом городе и является самой популярной туристической достопримечательностью Момбасы.